# 夏洛特·弗羅塞·菲舍爾
夏洛特·弗羅塞·菲舍爾（1929年9月21日—）是一位出生於烏克蘭的數學和電腦科學家。她所撰寫的應用軟體對原子結構理論的研究貢獻良多。

## 生平小傳
夏洛特·弗羅塞·菲舍爾出生於烏克蘭頓內次以北的一個小鎮，並在年幼時移民至加拿大。她以頂尖的入學考試成績獲得獎學金，進入了英屬哥倫比亞大學，並在1952年在該校取得數學和化學學士學位，也在1954年在同校獲得應用數學碩士學位。隨後，菲舍爾前往英國劍橋大學，在1957年取得應用數學和電腦科學博士學位。

## 獲獎經歷
夏洛特·弗羅塞·菲舍爾在1991年成為美國物理學會會士、1995年成為瑞典隆德皇家地文學學會會士、以及在2004年成為立陶宛科學院院士。